# Periphanesthes blanda
Periphanesthes blanda är en skalbaggsart som beskrevs av Jordan 1895. Periphanesthes blanda ingår i släktet Periphanesthes och familjen Cetoniidae. Inga underarter finns listade i Catalogue of Life.